# Максимальний аеродинамічний опір

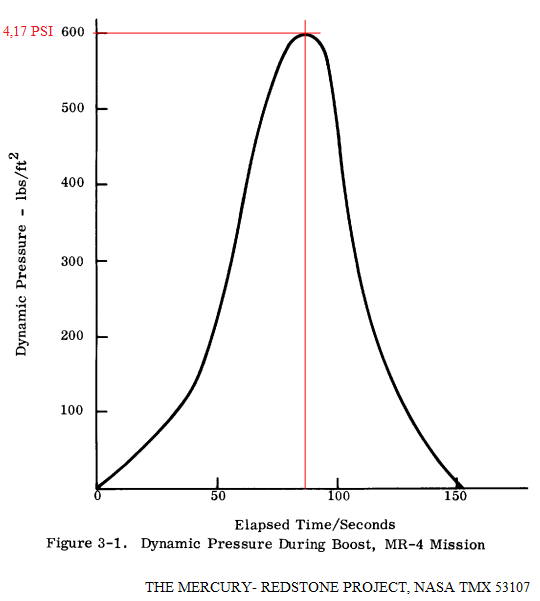
Графік динамічного тиску під час місії «». Максимальний аеродинамічний опір спостерігається через 90 секунд після запуску, за тиску 290 гПа.

Максимальний аеродинамічний опір (в англомовних джерелах позначається max q) — момент, коли під час польоту аерокосмічного апарата в атмосфері різниця між повним аеродинамічним тиском і статичним тиском навколишнього середовища стає максимальною. Для літака це відбувається, коли його швидкість максимальна, а висота польоту мінімальна (через що густина повітря, а отже, і його опір, найбільші). Під час запуску космічного корабля динамічний тиск на нього зростає із набором швидкості, а статичний тиск зменшується з набором висоти; у момент максимального аеродинамічного опору різниця цих двох тисків максимальна.
Максимальний аеродинамічний опір — важливий параметр, який впливає на конструкцію аерокосмічних апаратів.

## Динамічний тиск
Динамічний тиск q у гідроаеродинаміці нестисливої рідини визначається формулою
{\displaystyle q={\tfrac {1}{2}}\rho v^{2}},
де:
- ρ — локальна густина повітря;
- v — швидкість апарата.

Динамічний тиск можна розглядати як густину кінетичної енергії повітря відносно апарата, і для нестисливого потоку він дорівнює різниці між повним тиском і статичним тиском. Ця величина з'являється, зокрема, у рівняннях підіймальної сили та лобового опору.
Для автомобіля, який рухається зі швидкістю 90  км/год) на рівні моря (де щільність повітря становить бл. 1,225 кг/м3), динамічний тиск на передню частину автомобіля дорівнює 3,83  гПа, що становить бл. 0,38 % від статичного тиску на рівні моря (1013,3 гПа).
Для авіалайнера, який летить зі швидкістю 828 км/год на висоті 10 км, де густина повітря становить близько 0,413 кг/м3, динамічний тиск на передню частину літака становить 109,4  гПа, що становить близько 41 % від статичного тиску 265 гПа на цій висоті.

## Під час запусків ракет
Під час запуску космічного корабля з Землі динамічний тиск:
- на старті дорівнює нулю, коли густина повітря ρ велика, але швидкість апарата v = 0;
- за межами атмосфери теж дорівнює нулю: швидкість v велика, але густина повітря ρ = 0;
- завжди невід'ємний.

У процесі запуску швидкість ракети збільшується, а густина повітря зменшується, оскільки ракета підіймається вгору. Тому, за теоремою Ролля, існує точка, де динамічний тиск є максимальним.
Іншими словами, до досягнення моменту максимального аеродинамічного опору динамічний тиск, що зростає зі збільшенням швидкості, перевищує динамічний тиск, що зменшується зі зменшенням густини повітря, тому чистий динамічний тиск (зворотно протилежний кінетичній енергії), який діє на апарат, що злітає, продовжує збільшуватися. Після проходження моменту максимального аеродинамічного опору відбувається зворотний процес. Оскільки густина повітря зменшується з висотою, чистий динамічний тиск, який діє на апарат, що злітає, зменшується і врешті-решт стає нульовим, коли апарат досягає космічного вакууму, де густина повітря стає рівною нулю.
Це важлива величина: вона є одним з обмежень, що визначає структурне навантаження, яке повинен витримати апарат. Для багатьох літальних апаратів, якщо вони рухаються з повним газом, навантаження на корпус у момент максимального аеродинамічного опору перевищує те, яке вони здатні витримати. Через це їм доводиться зменшувати потужність двигунів перед наближенням до моменту максимального аеродинамічного опору, щоб зменшити швидкість і, отже, й динамічний тиск, а потім, пройшовши точку максимального опору, знову збільшувати потужність.

## Приклади
Під час звичайного запуску космічного корабля «Спейс Шаттл» момент максимального аеродинамічного опору спостерігався приблизно через хвилину після запуску на висоті приблизно 11 км, де атмосферний тиск становить 0,32 атмосфери. Щоб знизити навантаження на космічний корабель, коли аеродинамічний тиск наближався до максимального значення, три головні двигуни космічного корабля «Спейс Шаттл» знижували потужність до 65—72 % від номінальної тяги (залежно від корисного навантаження). Зниженню навантаження сприяла також конструкція твердопаливних прискорювачів «Спейс Шаттлів», які після 50 секунд горіння, у момент максимального аеродинамічного опору, зменшували тягу на одну третину. Завдяки цим заходам загальне навантаження на корабель утримувалося на безпечному рівні.
Під час типової місії «Аполлон» максимальний аеродинамічний опір (також трохи більше 0,3 атмосфери) спостерігався на висоті 13—14 км. Приблизно такі ж значення мають місце і для ракети Falcon 9 компанії SpaceX.